# МАЗ-107
МАЗ-107 — 14-метровый трёхосный односекционный автобус особо большого класса, выпускавшийся Минским автомобильным заводом в период с 2001 по 2019 год. Относится к первому поколению автобусов МАЗ, унифицирован с МАЗ-103 и МАЗ-105, имеет сходство с Neoplan N4016 и Neoplan N4020, на основе которых создано семейство.
Выпускалось несколько модификаций с разными двигателями и автоматическими коробками передач. В 2008 году начали выпускаться рестайлинговые модификации МАЗ-107.4**/.5**, у которых был изменён дизайн передней части и задней панели. В течение производства устранялись недостатки и улучшались уже существующие преимущества.
Для МАЗ-107 предусмотрены самые разнообразные комплектации. Автобус укомплектован немецкими двигателями Mercedes-Benz, автоматической коробкой передач. Было возможно разное планирование салона и количество мест, имелся широкий список дополнительного оборудования. МАЗ-107 и другие МАЗы первого поколения выпускались наряду с МАЗами второго поколения и претерпевали постоянные усовершенствования.
МАЗ-107 эксплуатируется в городах Беларуси (наибольшее количество оригинальных МАЗ-107 — в Гомеле), России, Украины, Румынии, Эстонии, Польши, Кубы. Был широко распространён в Москве (около 370; по состоянию на февраль 2020 года в пассажирской эксплуатации находятся единицы ПС данной модели). 
Первоначально эта модель создавалась и производилась в основном на экспорт и не планировалась для работы в Беларуси. Но с конца 2000-х всё же начались её поставки в белорусские города.

## Описание модели
МАЗ-107 выпускался 18 лет (с 2001 по 2019 год). В течение этого времени в конструкцию автобуса было внесено большое количество усовершенствований (например, повышенный уровень пожарной безопасности; улучшенное планирование салона; подруливающая третья ось и другие). МАЗ-107 имеет ряд особенностей, а также является городским (либо пригородным) автобусом, который предназначен для перевозки большого количества пассажиров и работы на маршрутах с большим пассажиропотоком. Длина составляет 14,48 метра; радиус разворота, однако, относительно небольшой (около 13 метров). По своей конструкции автобус схож с Neoplan N4020, выпускавшимся фирмой Neoplan Polska (сейчас называется Solaris Bus & Coach), так как является дальнейшей эволюцией моделей 103 и 101, которые, в свою очередь, были созданы на базе N4014.
МАЗ-107 мог выпускаться в пригородном варианте.
На базе МАЗ-107 планировалось наладить производство троллейбусов МАЗ-107Т, однако проект не был осуществлён.

### Кузов
Основой кузова автобуса является жесткий каркас, изготовленный из труб из высокопрочной оцинкованной стали, на который крепятся все узлы и агрегаты. Рама интегрирована в кузов и выполняет функцию укрепления всей конструкции. Наружная обшивка выполняется листами высокопрочной оцинкованной стали, снижающей риск коррозии, с полной антикоррозионной обработкой. Кузов имеет ресурс работы не менее 10 лет. Колесные арки автобуса МАЗ-107 изготовлены из нержавеющей стали и также полностью обработаны антикоррозионными эмалями как один из самых подверженных коррозии участков.
Автобус может иметь как классический вид (на фотографии), так и несколько видоизменённый вид передней и задней панелей (например, вместо одиночных фар несколько раздельных или замена крупного чёрного бампера на сливающийся с кузовом меньший), при этом интерьер и место водителя остаются теми же. Стандартной окраски у МАЗ-107 нет.

### Передняя часть
Схема построения передней части следующая: обшивка выполняется из листа оцинкованной стали, а позже облицовывается стеклопластиковой оболочкой. Лобовое стекло автобуса выполнено большим стеклопакетом, разделённым на две части, который, тем не менее, обеспечивает водителю высокий уровень обзорности; по бокам облицовывается профилями из резины. Лобовое стекло безосколочное: стеклопакет представляет собой два слоя стекла, склееных между собой тонким прозрачным слоем полимера, функция которого — удерживать осколки стекла в случае его повреждения.
Стеклоочистители автобуса трёхскоростные, параллелограммного типа, оснащаются большими полотно-насадками и очищают максимально возможную поверхность лобового стекла. Предусмотрена функция стеклоомывателя, когда на стекло выпрыскивается пена из бачка (или бачков), расположенного под облицовкой передней части.

#### Фары и бампер
В классическом варианте МАЗ-107 светотехника на передней части представлена двумя квадратными плафонами с несколькими фарами в каждом: противотуманными, ближнего и дальнего света. Фары оснащены линзами. В отличие от МАЗ-105, в классическом варианте МАЗ-107 противотуманные фары не встраиваются в бампер, а размещены вместе с другими в плафоне. Бампер на большинстве модификаций крупный и чёрного цвета.
В обновлённом варианте МАЗ-107.466 головная светотехника представлена восемью отдельными фарами марки Hella маленького размера и округлой формы. Фары дальнего света размещены посередине каждого блока головной оптики. Фары ближнего света с линзованой оптикой. В фарах ближнего и дальнего света, а также противотуманных применены лампы стандарта Н7. Крупный чёрный бампер заменён на компактный окрашенный в цвет кузова стальной бампер нового дизайна с интегрированными противотуманными фарами.

#### Прочие элементы передней части

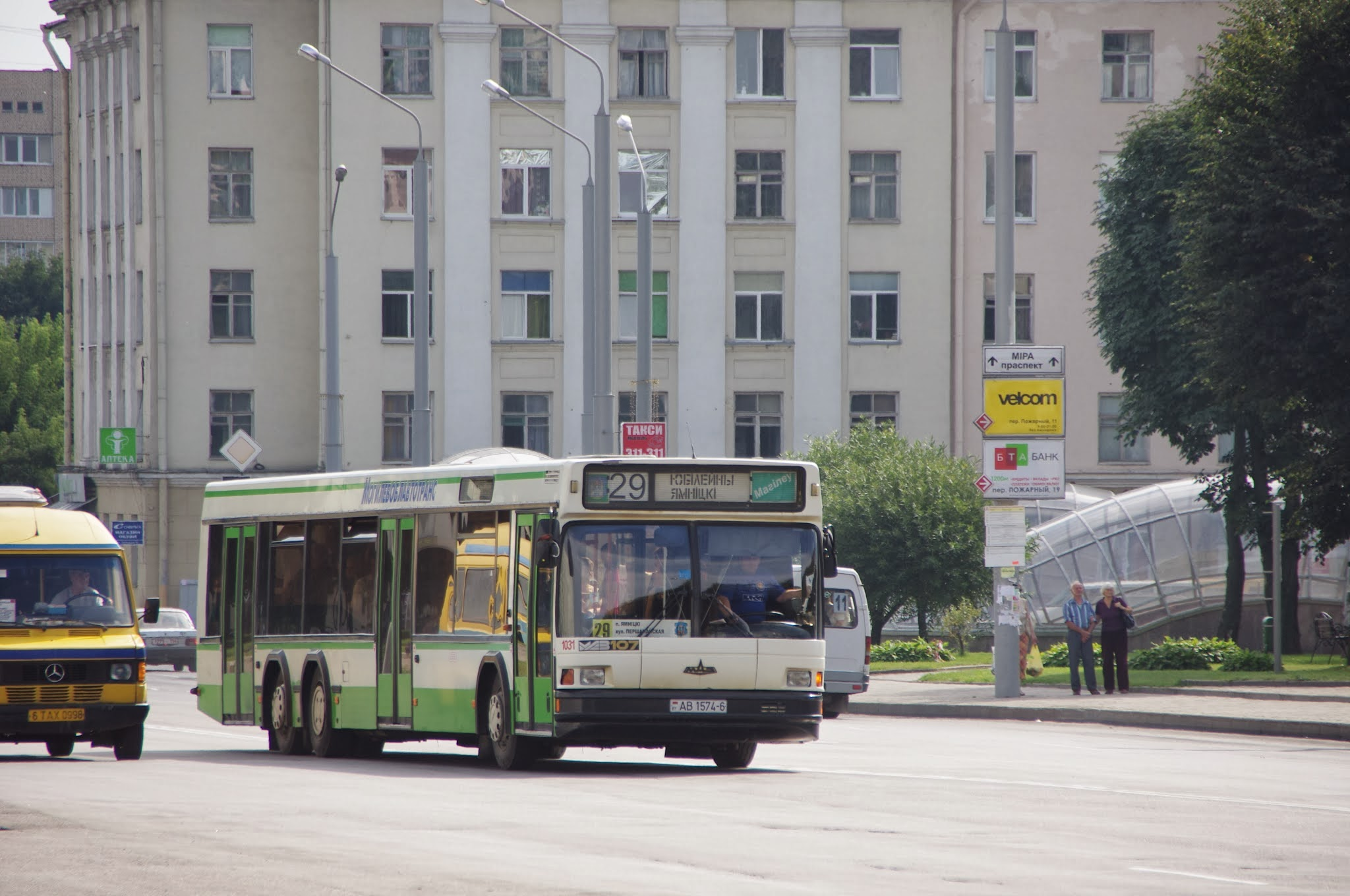
Вариант оформления надписи «МАЗ 107» на оригинальном автобусе МАЗ-107.065 в Могилёве

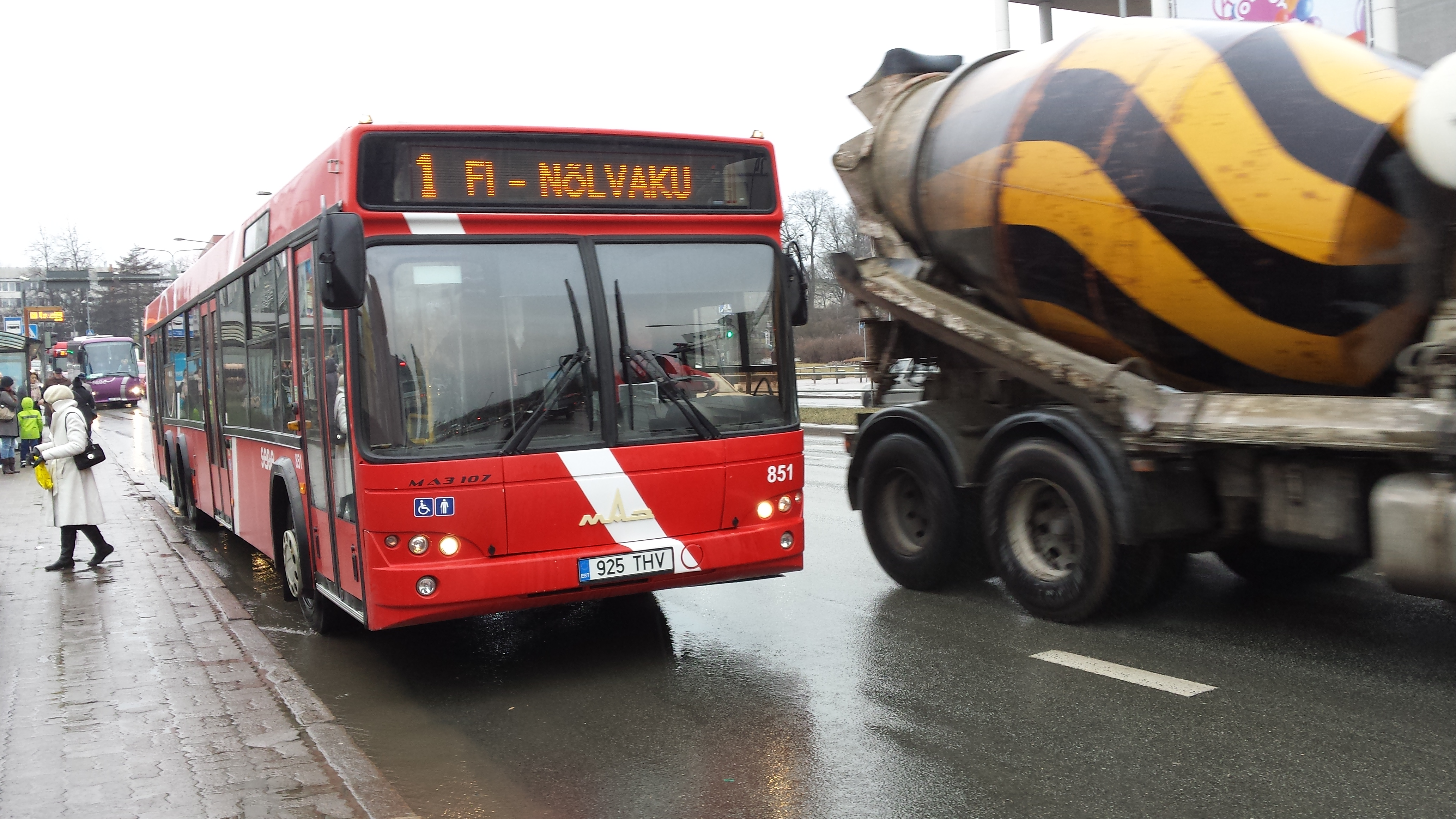
Вариант оформления надписи «МАЗ 107» на рестайлинговом автобусе МАЗ-107.469 в Тарту

Эмблема Минского автомобильного завода расположена посередине передней части. Во многих классических вариантах прямо под лобовым стеклом находится надпись «МАЗ 107»; у новых моделей это почти не встречается.
Иные обозначения на передней части:
- изображение человека в инвалидной коляске на синем фоне, обозначающее, что автобус оборудован необходимыми приспособлениями для перевозки пассажиров в инвалидных колясках (опция);
- символ с человеком с тростью (редко): обозначает, что автобус приспособлен для пенсионеров и маломобильных людей.

Над лобовым стеклом автобуса может быть размещен передний рейсоуказатель. На первых вариантах автобуса это простые таблички, на большинстве сегодняшних автобусов МАЗ-107 он электронный. Электронные рейсоуказатели могут различаться: ранний вариант — табло с раздельными ячейками для каждого символа, обновлённый — сплошное табло блинкерного типа с бледно-жёлтыми или бледно-зелёными символами. Боковые зеркала заднего вида — сферического типа, оснащены электроподогревом, а также (иногда) антибликовым покрытием.
Задняя панель также изменена с рестайлингом: задние фонари теперь раздельные, округлые, вертикального расположения вместо горизонтальных и прямоугольных ранее; заднее стекло автобуса затонировано.

### Двигатель и трансмиссия
Моторный отсек автобуса МАЗ-107 находится в заднем свесе, размещён продольно слева и занимает все пространство снизу доверху — в салоне помещается моторная шахта, известная как «шкаф».
МАЗ-107 может оснащаться различными моделями двигателей. В ранних вариантах устанавливались двигатели белорусского производства ММЗ. Устанавливался также двигатель французского производства Renault MIDR, однако он оказался слабым для этого достаточно массивного автобуса. Экземпляры комплектовались дизельными двигателями Mercedes-Benz OM906LA II и Mercedes-Benz OM906LA III (Mercedes-Benz, Германия). Все они, как правило, являются четырёхтактными, шестицилиндровыми с общим рабочим объёмом 6,37 литра и соответствуют экологическим нормам от Евро-2 до Евро-5. Топливный бак автобуса вмещает 220 литров; крышка топливного бака находится в правой боковине. Система охлаждения двигателя состоит из основного радиатора, помпы в двигателе, гидравлического привода и импеллера прогоняющего воздух через основной радиатор. Забор воздуха осуществляется с левого борта через решётчатую крышку, за которой установлены радиатор системы охлаждения, радиатор промежуточного охлаждения воздуха питания двигателя и радиатор охлаждения масла системы охлаждения.
Автобус оснащён автоматической коробкой передач Voith либо Allison.

### Подвеска и рулевое управление
Автобус трёхосный. Третья ось автобуса является подруливающей, что даёт сравнительно небольшой радиус разворота. Подруливающая ось может блокироваться нажатием на клавишу в кабине водителя. Мосты автобуса производятся немецкой фирмой ZF; ведущий мост — центральный.
На вариантном исполнении имеется блокировка дифференциала, что облегчает старт на сложных поверхностях (гололёд, укатанный снег) и является редкостью для автобусов подобного класса даже в мировом масштабе. В основных вариантах имеется система ABS и ASR.
Подвеска передней и центральной осей независимая пневматическая; задняя подвеска — пневматическая независимая. В качестве дополнительной опции может присутствовать система автоматической централизованной смазки фирмы Lincoln (Германия), избавляющая от необходимости смазывать все детали вручную.
Рулевое управление у МАЗ-107 унифицировано с другими МАЗами первого поколения и оснащено гидроусилителем.

### Тормозная система автобуса
- рабочий тормоз пневматический, двухконтурный (разбиение на контуры по оси) с приводом через ускорительные клапаны;
- тормозные механизмы барабанного типа;
- моторный тормоз (применяется для притормаживания на спусках). Принцип заключается в прекращении подачи топлива в цилиндры двигателя с одновременным перекрытием выхода отработавших газов;
- гидрозамедлитель в АКПП, энергия торможения превращается в тепловую и при помощи теплообменника выводится в основную систему охлаждения двигателя;
- стояночная тормозная система представлена ручным краном, действующим на тормозные механизмы ведущего моста. Ручной кран небольшой, по форме напоминает джойстик;
- ABS антиблокировочная система Knorr-Bremse или Wabco;
- ASR (антипробуксовочная система) Knorr-Bremse.

### Салон
Доступ в салон автобуса МАЗ-107 обеспечивают три двустворчатые двери с большой площадью остекления тонированными безосколочными стеклопакетами; дверные отсеки сделаны из оцинкованной стали и покрыты антикоррозийным покрытием. Изредка МАЗ-107 могут оснащать системой, предотвращающей защемление пассажиров, и блокировкой движения автобуса при открытых дверях.
В большинстве автобусов МАЗ, включая МАЗ-107, одна из створок передней двери отгорожена от пассажирского салона и служит для доступа в водительскую кабину. В некоторых модификациях МАЗ-107 вся передняя дверь отведена для пассажиров и принадлежит пространству салона.
Автобус полунизкопольный: в большей части салона высота ступеньки составляет 33,5 сантиметра, однако от средней двери к задней части салона уровень пола увеличивается до 58 сантиметров. Система kneeling позволяет автобусу «присесть» на 6 сантиметров, облегчая вход в салон.
Пол салона застелен цельным листом линолеума серого цвета, иногда с блёстками. В отделке салона использованы негорючие материалы (например, термостойкая пластмасса), а в случае существенного повышения температуры активируются специальные аэрозольные капсулы, размещённые в боковинах. Поручни изготавливаются из стальной трубы, покрытой полимерной краской, обеспечивающей коррозионную устойчивость. Вертикальные поручни тонкие, прямые или изогнутые (иногда), крепятся к полу салона или с помощью кронштейнов к ручкам сидений. Горизонтальные перила тянутся по всей длине салона и могут оснащаться специальными подвесными ручками, сделанными из каучука, заменителя кожи или других материалов.
Боковые окна автобуса тонированные. В салоне автобуса может устанавливаться информационное табло-«бегущая строка» для отображения информации о рейсе, дате и т. п. В автобусе имеются довольно развитые системы вентиляции и отопления. Первая стандартно представлена сдвижными форточками, размещаемыми на боковых окнах; в крышу салона встроены вентиляционные люки. Опционно предлагаются электровентиляторы или кондиционер (в том числе в кабине водителя).
Система отопления связана с системой охлаждения двигателя. В салоне размещается от одного до четырёх воздушных электрических обогревателей-конвекторов, в кабине водителя устанавливается отдельный конвектор либо автономный отопитель Webasto.
МАЗ-107 оборудуется автоинформатором, однако микрофон в кабине водителя также имеется.

#### Сиденья для пассажиров
Сиденья автобуса могут выполняться из различных материалов. Стандартно устанавливаются сиденья, обшитые синтетической тканью различных цветов. У стандартных сидений спинка и подушка полностью обшиты синтетикой, а задняя спинка и ручка для пассажиров изготовлены из пластика. Возможны полностью пластиковые сиденья, выполненные из негорючей пластмассы.
Салон 107-го МАЗа имеет трёхрядное планирование — на один ряд приходится три сидячих места, где слева от центрального прохода размещены два сиденья, а справа — одно, таким образом, количество сидячих мест не превышает 25-31. В пригородных модификациях возможен вариант четырёхрядного планирования (по два сиденья справа и слева; количество сидячих мест увеличивается до 51).
Общая пассажировместимость МАЗ-107 составляет приблизительно 150 человек, что сопоставимо с ёмкостью двухсекционного МАЗ-105 в 170 человек.

#### Возможности для инвалидов
Опционно автобус может комплектоваться аппарелью для обеспечения доступа в салон людям, перемещающимся в инвалидных колясках.

#### Кабина и место водителя
Кабина водителя полностью отделена от салона перегородкой, для входа и выхода водителю отведена передняя половинка передней двери, которая открывается автономно. В некоторых модификациях передние двери полностью отведены для пассажиров. Водительская кабина закрытого типа достаточно просторна.
Пластиковая приборная панель автобуса имеет форму дуги и выполняется в чёрном или тёмно-сером цвете. Панель предоставляет быстрый доступ ко всем органам управления. В её правой части размещен комплект клавиш, с помощью которых открываются и закрываются двери, с функцией одновременного закрытия всех дверей и двумя отдельными кнопками для открытия и закрытия створки кабины водителя. Там же размещены клавиши управления автоматической коробкой передач, выключатель света и противотуманных фар, а также тумблер моторного тормоза, кнопки управления автоинформатором и клавиша включения аварийной сигнализации. В левой секции находятся клавиши включения света в салоне и на месте водителя, отопления, ABS, ASR и других функций.
По левую руку от водителя находится дополнительная панель, где размещены джойстик стояночного тормоза и некоторые другие рычаги и кнопки.
Посередине приборной панели размещены спидометр с большим циферблатом фирмы VDO, оцифрованный до 125 км/ч с интегрированным электронным одометром. Справа от спидометра находится тахометр, оцифрованный до 30×100 оборотов коленчатого вала в минуту. Правее тахометра находятся указатели уровня топлива, манометр системы смазки двигателя и указатель температуры охлаждающей жидкости. Слева от спидометра находится два манометра контроля давления тормозной систему и вольтметр.
Имеются два подрулевых рычага: левый служит для включения и выключения сигналов поворота, правый управляет работой стеклоочистителей. Включатель приборов и стартера размещается в рулевой колонке. Водительское кресло мягкое и удобное, оснащено пневмоподвеской и регулировкой по высоте. Управление движением автобуса происходит с помощью двух или трёх педалей в зависимости от оснащения его автоматической или механической коробками передач соответственно.
На автобусе применяется два 24-вольтовых автомобильных генератора, каждый из которых имеют свою контрольную лампу на панели приборов. Для отопления кабины водителя служит 1 воздушный конвектор, боковые зеркала заднего вида также оснащаются электроподогревом; в новых автобусах МАЗ-107 для водителя предлагается также кондиционер.
Предпусковой подогреватель жидкостного типа, соединён с системой охлаждения, питается дизельным топливом имеет мощность 30 кВт.

## Характеристика

### Плюсы
- вместимость, сопоставимая с двухсекционными автобусами, при манёвренности односекционного;
- низкий уровень пола;
- широкий список дополнительного оборудования, включая оборудование для людей, передвигающихся в инвалидных колясках;
- трёхрядное планирование, обеспечивающее широкий проход;
- соответствие экологическим нормам Евро-3 и Евро-4;
- возможность блокировки дифференциала;
- системы ABS и ASR.

### Минусы
- недостаточно эффективная система вентиляции (кроме модификаций, оснащённых кондиционером);
- слишком высокое расположение поручней в салоне;
- поломки дверных кронштейнов (не часто);
- жёсткая подвеска.
- низкая надёжность некоторых узлов, в частности, системы блокировки третьей оси, ABS, ASR
- барабанные тормозные механизмы с классическими трещотками и не очень тихие.

## Технические характеристики и модификации
| Название    | Назначение  | Модель КПП    | Модель двигателя | Экостандарт | Выпускался, гг. | Примечание |
| ----------- | ----------- | ------------- | ---------------- | ----------- | --------------- | --- |
| МАЗ-107.042 | городской   | Voith D851.2  | Renault MIDR     | Евро-1      | 2001            | единственный экземпляр |
| МАЗ-107.065 | городской   | Voith D851.3Е | OM906LA          | Евро-2      | 2004—2006       | |
| МАЗ-107.066 | городской   | Voith D851.3Е | OM906LA          | Евро-3      | 2003—2008       | |
| МАЗ-107.466 | городской   | Voith D851.3Е | OM906LA          | Евро-3      | 2008—2013       | |
| МАЗ-107.467 | городской   | Voith D863.3Е | OM906LA          | Евро-5      | 2011—2013       | |
| МАЗ-107.468 | городской   | Voith D851.3Е | OM906LA          | Евро-4      | 2008—2014, 2017 | |
| МАЗ-107.469 | городской   | Voith D854.5Е | OM906LA          | Евро-4      | 2010—2013       | |
| МАЗ-107.485 | городской   | Allison-T375W | OM926LA          | Евро-5      | 2014—2019       | |
| МАЗ-107.569 | пригородный | Voith D864.3Е | OM906LA          | Евро-5      | 2014            | Версия, созданная в 2014 году по специальному заказу к Чемпионату мира по хоккею 2014 года для обслуживания маршрута № 300э в Минске. Увеличено количество мест (36), использованы мягкие сидения, есть кондиционер, размещён стеллаж для багажа (позднее демонтирован, на его месте сделан накопитель). Выпущено 10 экземпляров. Один из автобусов был передан в Музей городского пассажирского транспорта в Минске. |
| МАЗ-107.585 | пригородный | Allison-T375W | OM926LA          | Евро-5      | 2016—2018       | |

| Кузов (общее описание)                             | однозвенного типа, несущий, интегрированный с рамой, вагонная компоновка                 |
| Каркас кузова                                      | выполнен из труб из высокопрочной оцинкованной стали                                     |
| Общивка боковой, передней и задней частей          | оцинкованная сталь                                                                       |
| Антикоррозионное покрытие                          | обработка всего каркаса и кузова                                                         |
| Ресурс работы кузова, не менее, лет                | >10                                                                                      |
| Ширина (учитывая боковые зеркала заднего вида), мм | 2850                                                                                     |
| Передний свес, мм                                  | 2465                                                                                     |
| Задний свес, мм                                    | 3600                                                                                     |
| Колея средних колес, мм                            | 1825                                                                                     |
| Поворотный диаметр, не меньше метра                | 12,5                                                                                     |
| Колесная база, мм                                  | 6800 (1-2 ось); 1615 (2-3 ось)                                                           |
| Угол выезда, градусов                              | 7                                                                                        |
| Нагрузка на переднюю ось, кг                       | 6340                                                                                     |
| Нагрузка на среднюю ось, кг                        | 11560                                                                                    |
| Нагрузка на заднюю ось, кг                         | 5760                                                                                     |
| Светотехника (передняя часть)                      | 8 фар (2 противотуманные), оснащены линзами                                              |
| Бампер                                             | четкий/нечеткий                                                                          |
| Маршрутоуказатели                                  | электронные табло блинкерного/светодиодного типа «МЭМЗ», «Интеграл» или простые таблички |
| Производитель табло                                | МЭМЗ, Интеграл                                                                           |
| Лобовое стекло                                     | панорамного типа, разделённое, безосколочное                                             |
| Стеклоочистители                                   | параллелограммного типа, 3 скоростные                                                    |
| Расположение двигателя                             | задний свес, размещен вертикально                                                        |
| Колеса                                             | 8.25х22.5 (дисковые)                                                                     |
| Шины                                               | 70R22.5                                                                                  |
| Оси, штук                                          | трёхосный (6×2)                                                                          |
| Передняя ось                                       | МАЗ                                                                                      |
| Ведущая ось (средняя), модель                      | МАЗ                                                                                      |
| Задняя ось (поддерживающая)                        | МАЗ                                                                                      |
| Подруливающая задняя ось                           | да                                                                                       |
| Рабочий тормоз                                     | пневматический, двохконтурный                                                            |
| Ручной тормоз                                      | ручной кран действует на тормозные механизмы заднего моста                               |
| Дополнительный тормоз                              | моторный тормоз                                                                          |
| ABS                                                | да                                                                                       |
| ASR                                                | да                                                                                       |
| Тормозные механизмы                                | барабанного типа                                                                         |
| Подвеска передней оси                              | независимая пневматическая с 1 КУП                                                       |
| Подвеска средней оси                               | независимая пневматическая с 2-мя КУП                                                    |
| Амортизаторы                                       | телескопического типа                                                                    |
| Система книлинга (kneeling) ECAS                   | дополнительная опция                                                                     |
| Высота пола, см                                    | 33-36 (от передних до средних дверей); до 58 (задняя дверь)                              |
| Книлинг, наклон, см                                | 7 сантиметров                                                                            |
| Подвеска, производитель                            | ?                                                                                        |
| Блокировка дифференциала                           | да                                                                                       |
| Количество дверей и тип                            | 2 либо 3 двустворчатых двери поворотно-сдвижного типа                                    |
| Пандус для въезда инвалидных колясок               | откидная рампа, отодвигается и сдвигается механически (опция)                            |
| Расположение пандуса                               | 2 (средние двери)                                                                        |
| Поручни                                            | из тонкой стальной трубы                                                                 |
| Сидения                                            | полумягкие, раздельного типа, с синтетическим покрытием; возможны целиком пластиковые    |
| Планировки салона                                  | 3-рядное (городская версия)                                                              |
| Высота салона, см                                  | около 220 сантиметров                                                                    |
| Освещение в салоне                                 | плафонные флюоресцентные светильники на крыше                                            |
| Вентиляция в салоне                                | через сдвижные форточки, люки, электровентиляторы (опция), кондиционер (опция)           |
| Боковые окна                                       | тонированные чёрным оттенком, безосколочные                                              |
| Отопление в салоне                                 | 4 воздушных конвектора, работают от системы охлаждения двигателя                         |
| Кабина водителя                                    | возможно её отсутствие                                                                   |
| Вентиляция в кабине                                | через сдвижную форточку; возможен кондиционер (новые модели)                             |
| Кресло водителя                                    | мягкое на пневмоподвеске, регулируется по высоте                                         |
| Приборная панель                                   | в форме полукруга, из стекловолокна                                                      |
| Рулевое управление                                 | РУП МАЗ                                                                                  |
| Педали                                             | 2                                                                                        |
| Ширина дверных проемов, см                         | 120                                                                                      |
| Тип двигателя                                      | дизельный четырёхтактный                                                                 |
| Марка двигателя (конкретно для этой модификации)   | Renault MIDR, Mercedes-Benz OM906LA, Mercedes-Benz OM926LA                               |
| Вместимость топливного бака, л                     | 220                                                                                      |

## Галерея

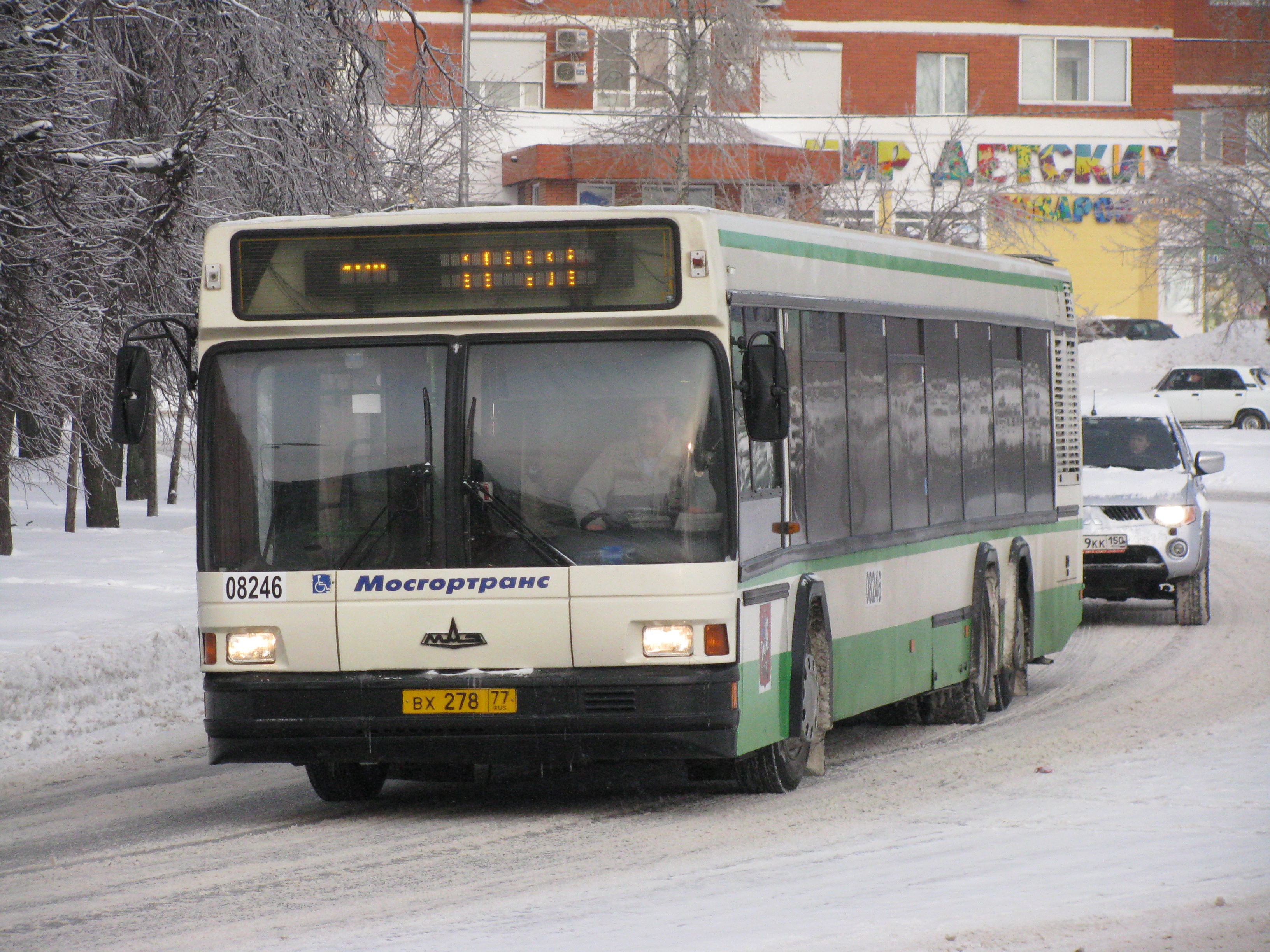
Оригинальный МАЗ-107.066 , вид слева (Москва)
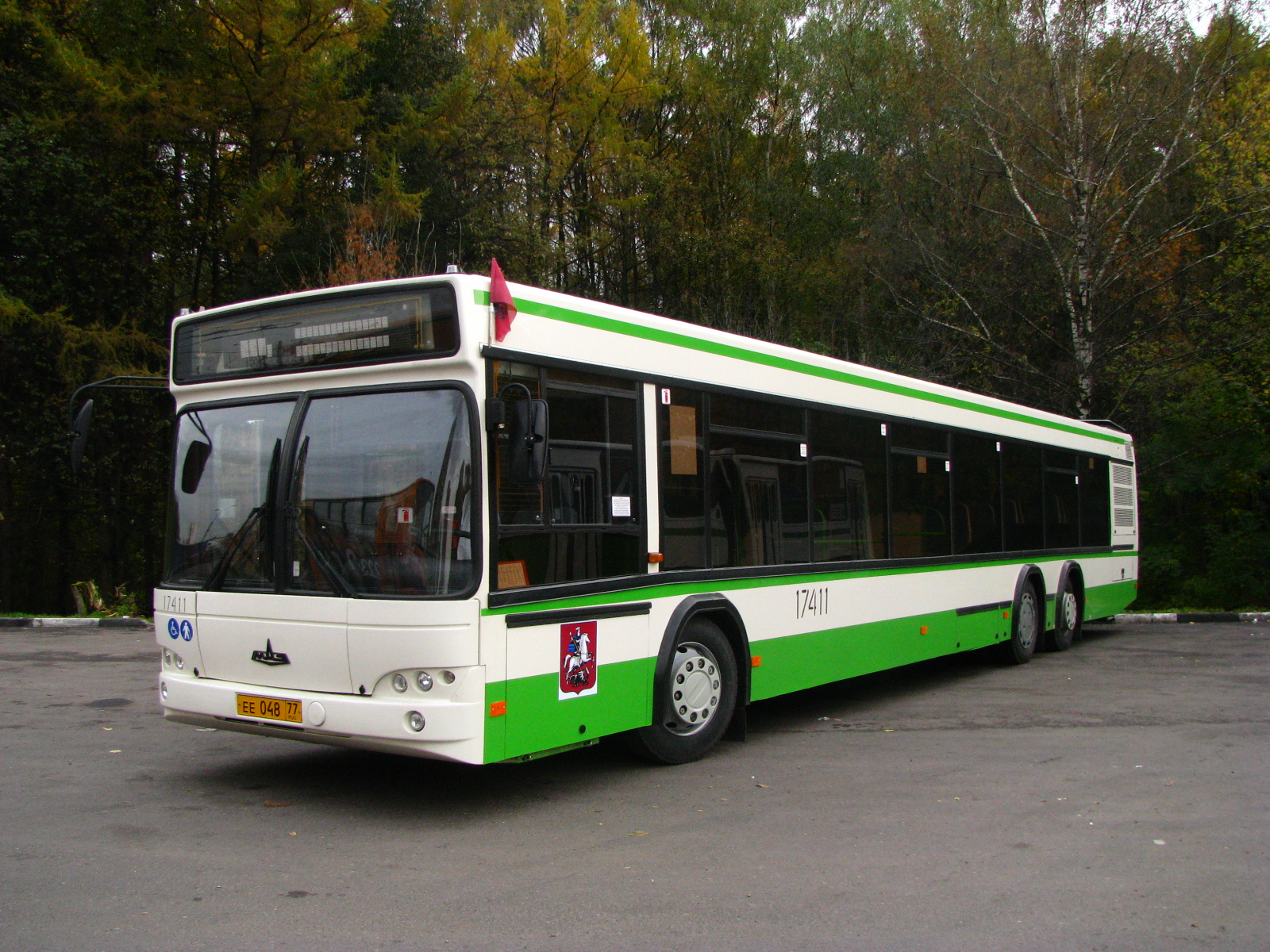
Рестайлинговый МАЗ-107.466 , вид слева (Москва)
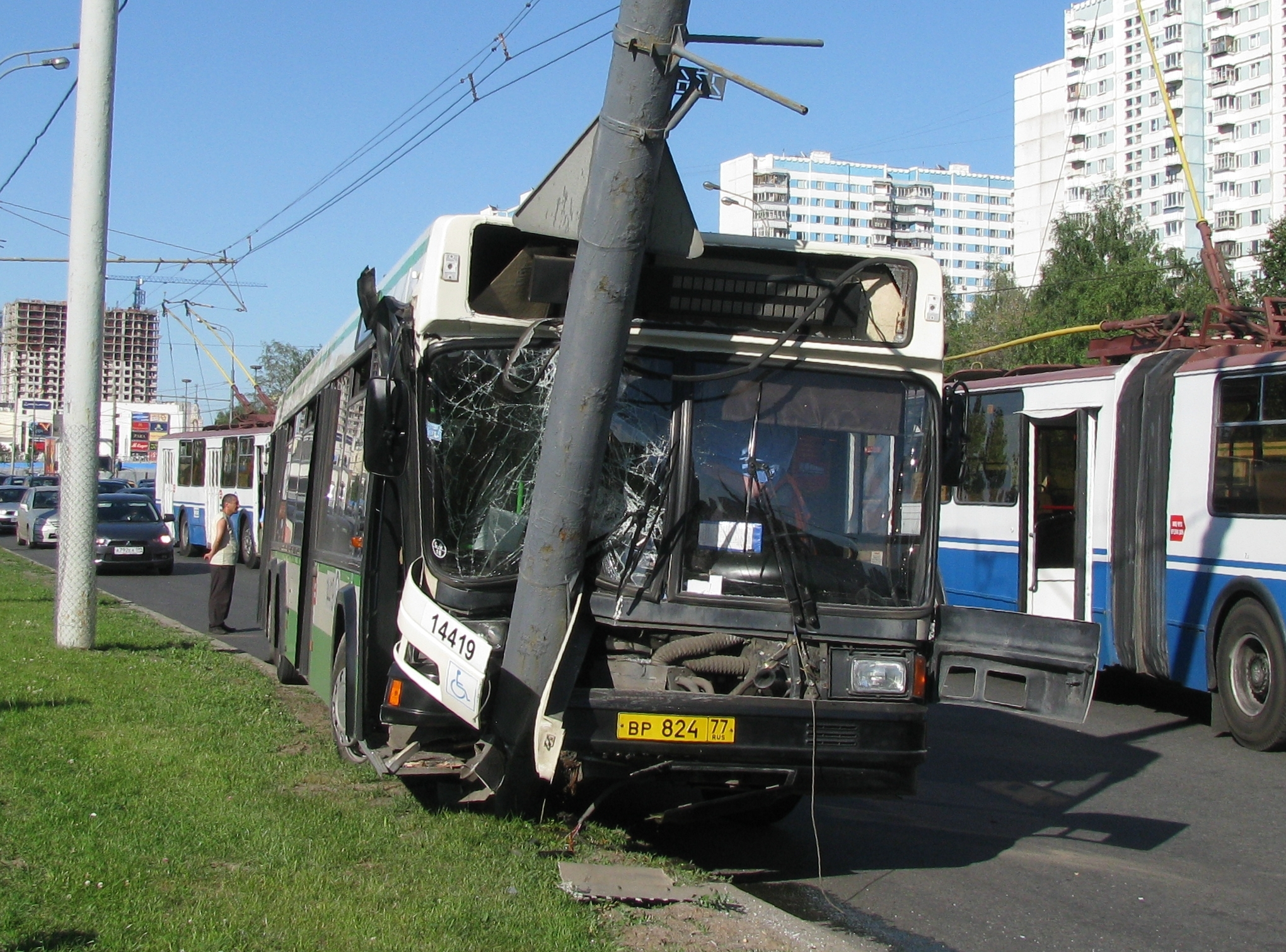
Оригинальный МАЗ-107.066  в ДТП (Москва)
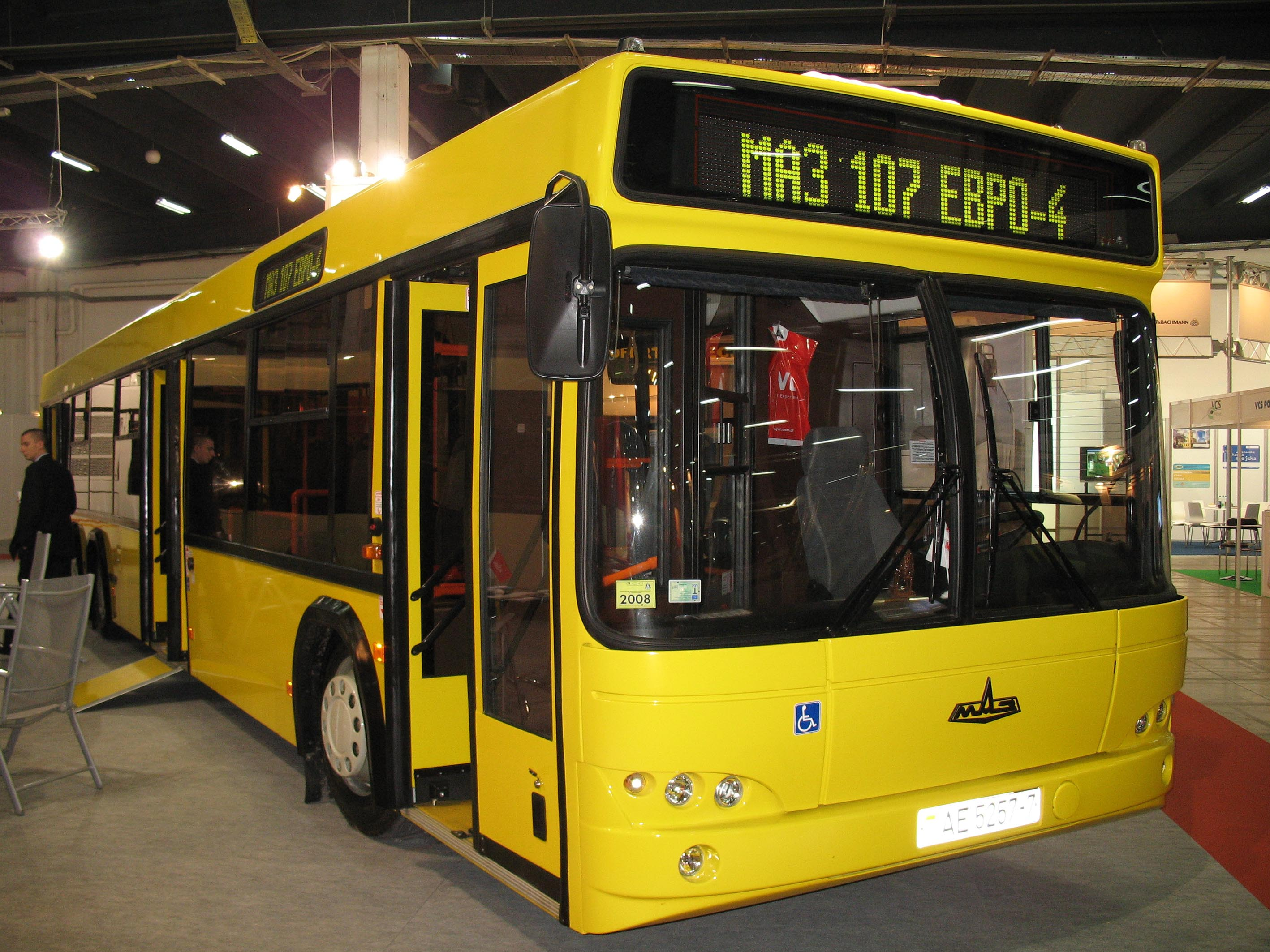
Рестайлинговый МАЗ-107.466 , вид спереди
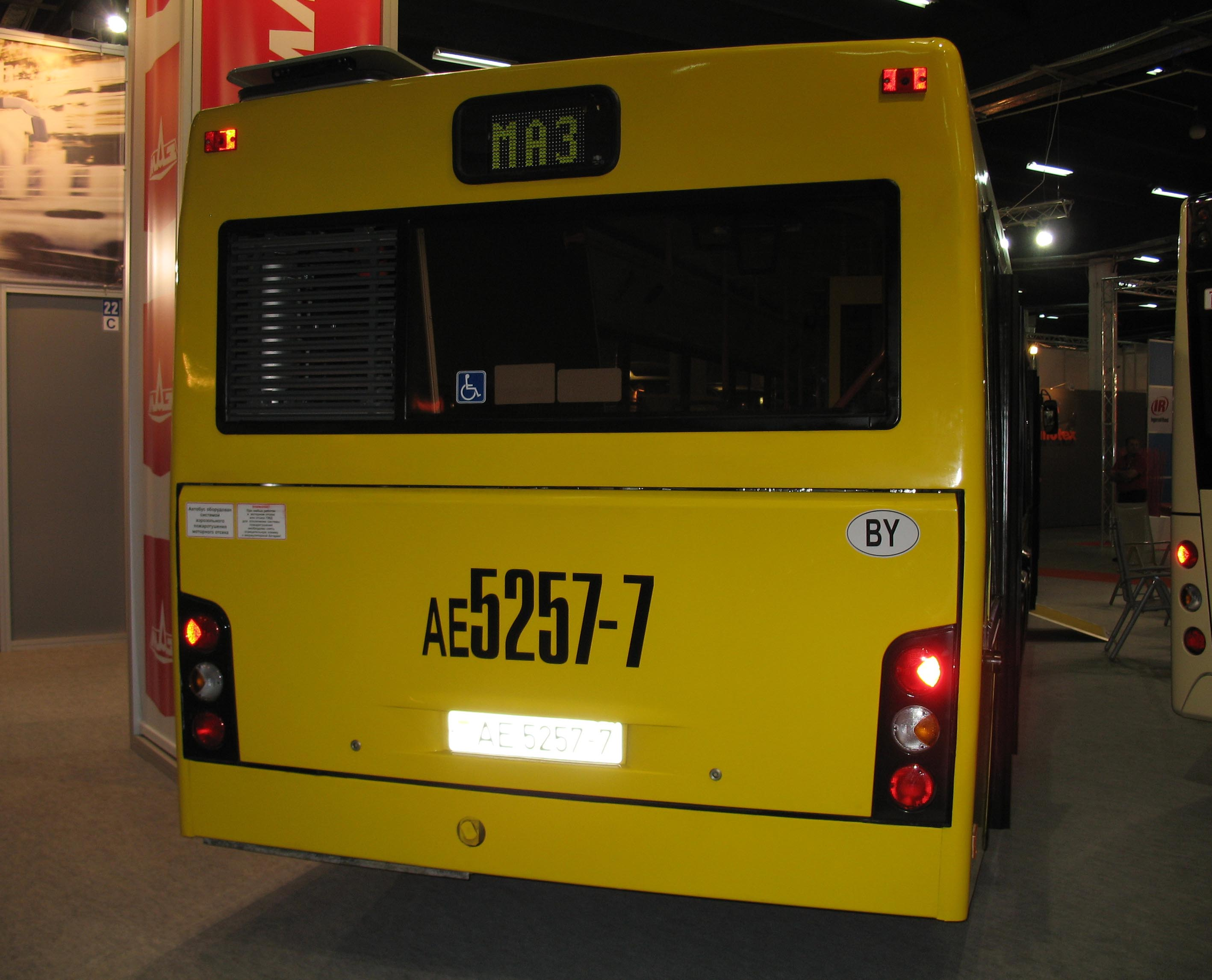
Рестайлинговый МАЗ-107.466 , вид сзади
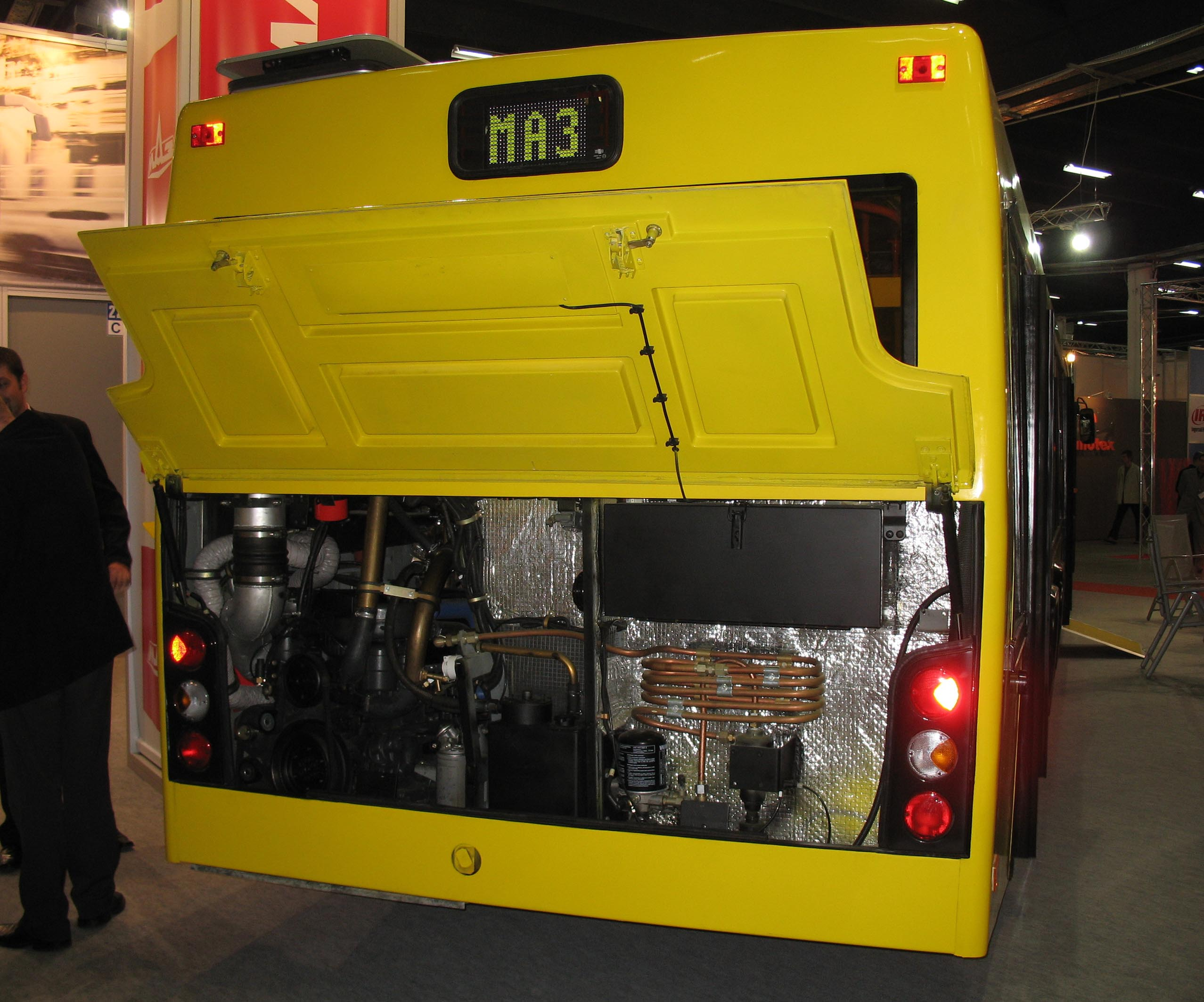
Рестайлинговый МАЗ-107.466 , моторный отсек
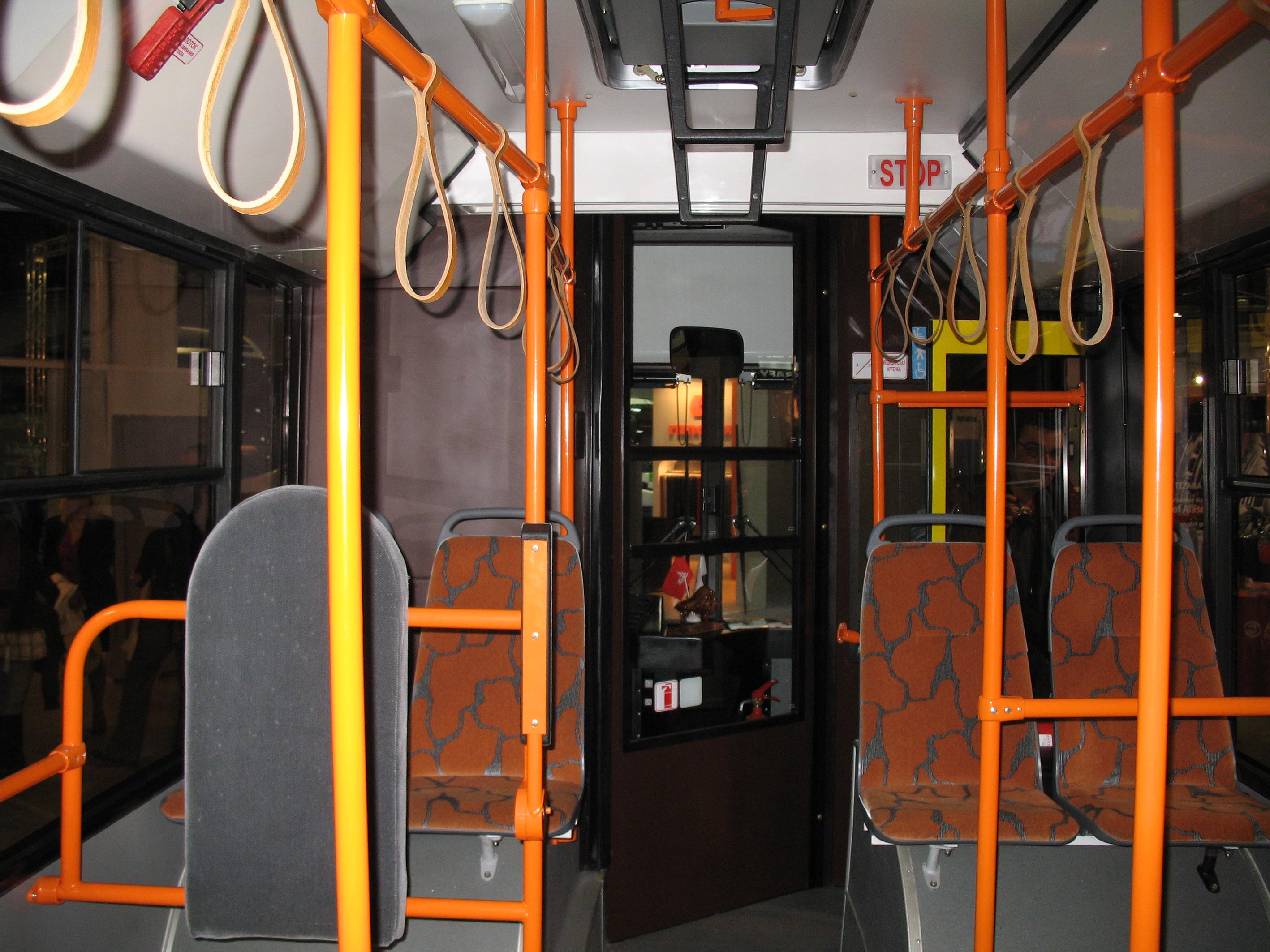
Рестайлинговый МАЗ-107.466 , салон спереди
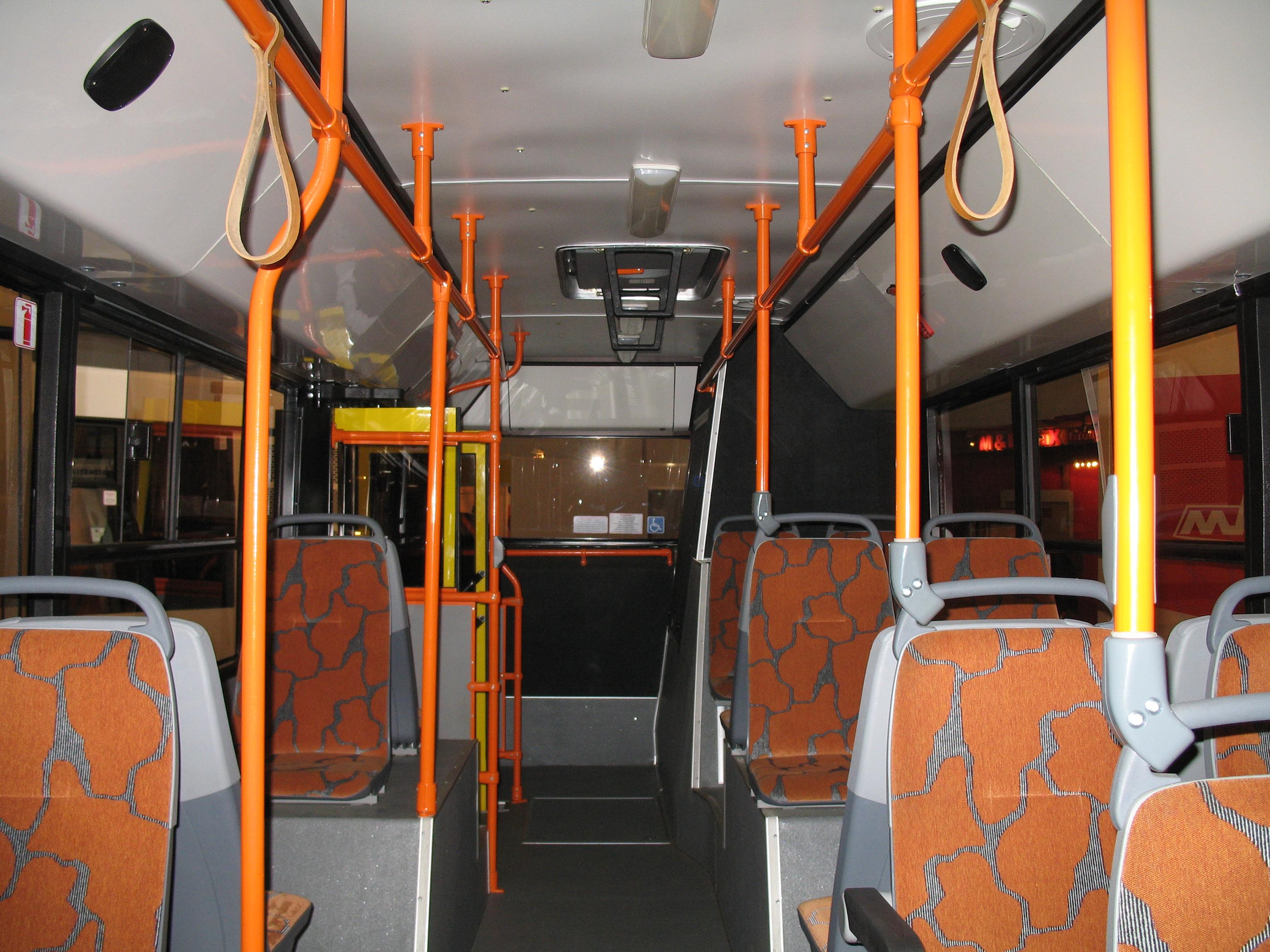
Рестайлинговый МАЗ-107.466 , салон сзади
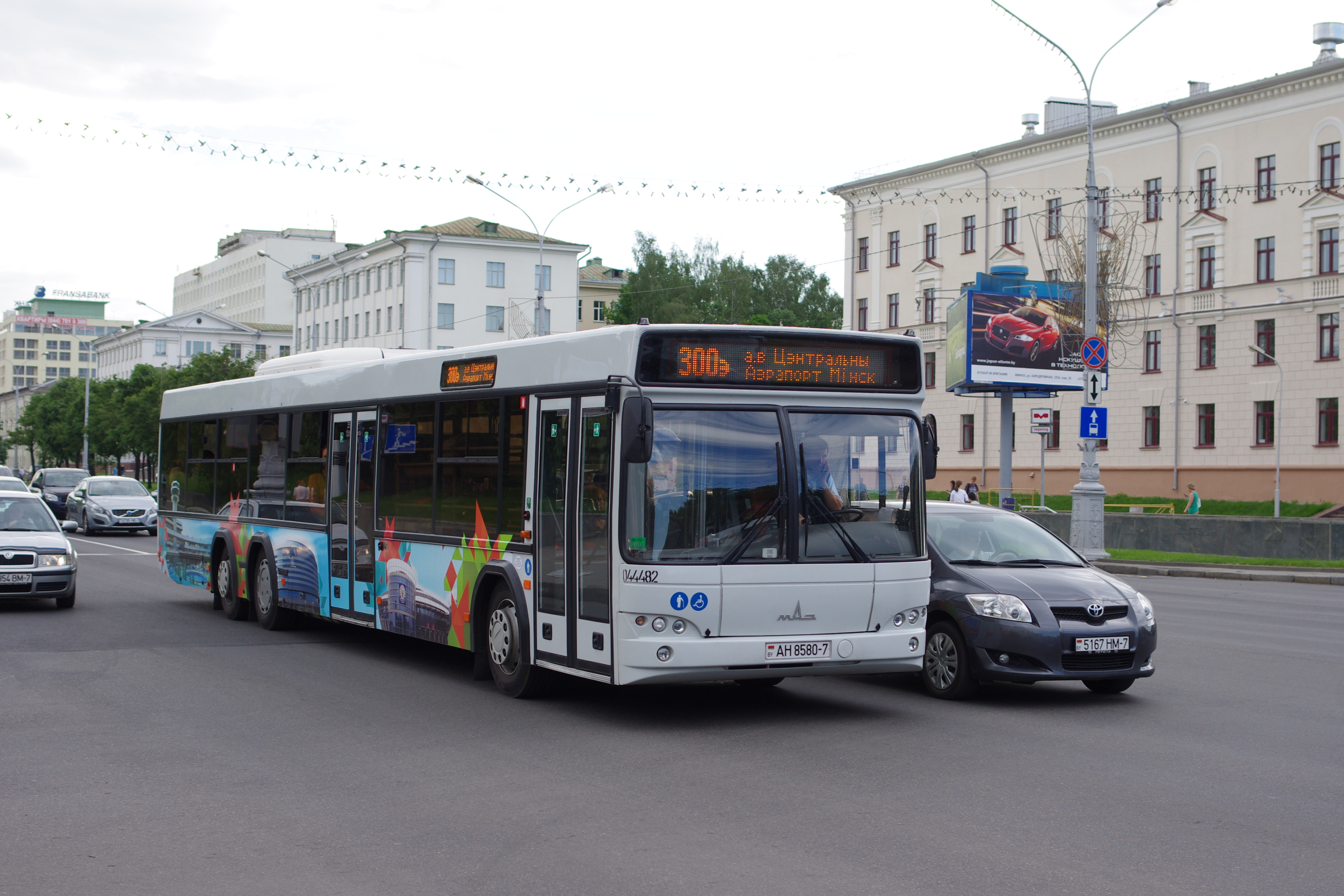
Двухдверный рестайлинговый МАЗ-107.569  в Минске, в специальном исполнении для обслуживания маршрута № 300э в аэропорт Минск
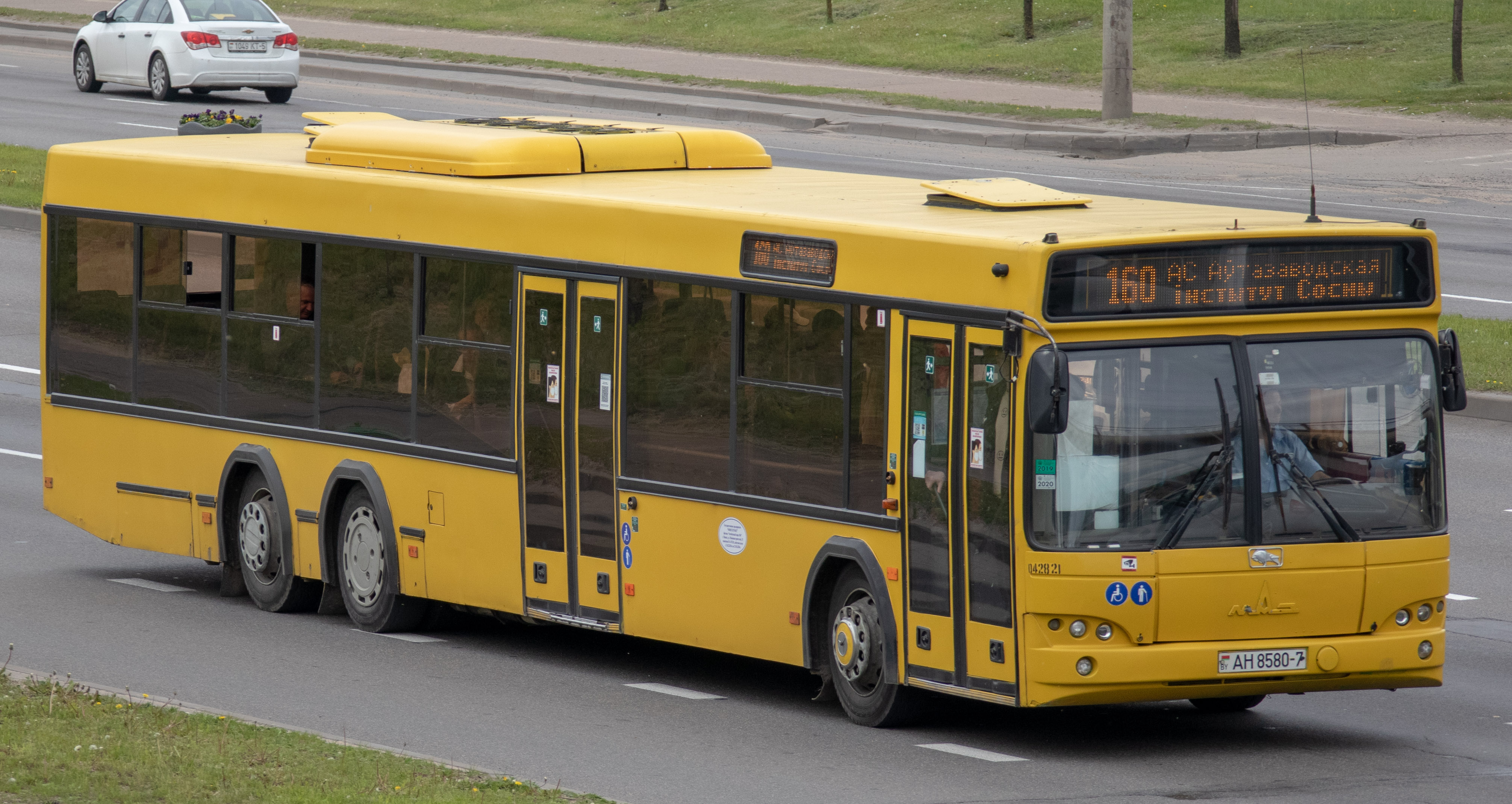
Двухдверный рестайлинговый МАЗ-107.569  в пригородном исполнении (Минск), с накопительной площадкой, без багажного стеллажа